# Luís Augusto Osório Romão
Luís Augusto Osório Romão (* 20. November 1983 in Oeiras) ist ein ehemaliger brasilianischer Fußballspieler.

## Karriere
Augusto begann seine Karriere 2004 beim Erstligisten FC Santos. Mit dem Verein wurde er 2004 brasilianischer Meister. 2005 wechselte er zu Paysandu SC. 2006 wechselte er zum japanischen Zweitligisten Yokohama FC. 2006 feierte er mit dem Verein die Zweitligameisterschaft und den Aufstieg in die erste Liga. Von 2007 bis 2008 spielte er beim Erstligisten Ōita Trinita und Albirex Niigata. Danach spielte er bei Comercial FC (Ribeirão Preto), Guarany SC, Brasiliense FC und Ríver AC.